# Les Nuits de Pishawar
Les Nuits de Pishawar relate le débat entre un Savant Chiite : le Seyyed S. Sultân-ul-Wâ‘idhîn Shîrâzî et des savants Sunnites des 4 écoles. Ce débat durera 10 nuits et le Shaykh Shirazi rebattra avec les sunnites avec leurs propres livres et les dires de leurs propres savants !